# 灌南县女辅警敲诈公职人员案
灌南县女辅警敲诈公职人员案是指2014年3月至2019年4月间发生于中華人民共和國江苏省连云港市灌南县，涉及当地政府公职人员的一起刑事案件。
2020年12月29日，江苏省灌南县人民法院做出一审判决。2021年3月，案件被媒体披露，由于涉及公安系统官员在内的多名政府公职人员，且被认为对涉嫌性敲诈的女辅警许艳量刑过重。从而引起中国大陆舆论广泛关注。当地政府机构以下撤判决书、删贴等措施应对，引发进一步质疑。包括中国官方媒体在内，民众及舆论对许艳抱有同情之心，认为“法院应该更多地审视”涉案官员。3月12日，中共灌云县委宣传部表示，经与纪检监察部门核实，涉案的7名公职人员已于2019年底分别受到撤销党内职务、行政撤职等党政纪处分。

## 案件经过以及相关人员
2019年6月19日，灌南县公安局以涉嫌犯敲诈勒索罪，将许艳刑事拘留。7月26日，正式逮捕许艳。2020年1月22日，江苏省灌南县人民检察院以灌检诉刑诉〔2020〕1号起诉书，对许艳提起敲诈勒索罪的公诉。由连云港市中级人民法院指定管辖，灌南县人民法院于2020年4月立案受理。12月17日，灌南县人民法院审理了此案。12月29日，做出一审判决。许艳提起上诉。

### 被告人许艳
许艳1994年出生于江苏省灌云县，回族，大专文化，案发前系连云港市公安局海州分局辅警，居住江苏省灌云县。2021年底时，羁押于连云港市看守所。

### 灌云县公安局南岗派出所所长孙某
从2014年3月至2015年1月，许艳与时任灌云县公安局南岗派出所所长孙某发生性关系。之后许艳声称自己怀了孙某的孩子，而后要求孙某补偿、以及索要分手费，先后三次向孙某索要人民币100万元

### 灌云县侍庄派出所所长朱某乙
2014年5月至8月期间，许艳与灌云县侍庄派出所所长朱某乙发生性关系，而后以怀孕为由扬言要找朱某乙闹事，朱某乙为平息事端，给了许10万元人民币。

### 灌云县公安局副局长寇某
2016年6月至2016年8月，许艳在与灌云县公安局副局长寇某发生性关系后，同样以怀孕为由从寇某处索得20万元。

### 连云港市公安局海州分局路南派出所所长刘某乙
2016年3月至5月，许艳与刘某乙发生性关系后，以其母知道其怀孕欲闹事为由，诈得20万。此后二人不再联系。2018年3月至2019年4月，二人再度联系上，在二人发生关系后。许艳以购房、怀孕流产、分手补偿等为由，向刘某乙索得108万元。
《纽约时报中文网》报道透露，刘某乙真名刘相兵。刘相兵出生于1972年，2013年7月至2017年9月，任路南派出所所长。2017年9月，刘相兵升任连云港市公安局海州分局副局长。2019年5月，刘相兵因贪腐落马。8月，刘相兵因涉嫌受贿罪被检察机关批准逮捕，随后移送起诉。

### 灌云县妇幼保健院工会主席陈某甲
2016年6月至7月，发生关系后，以怀孕补偿为由从陈某甲处诈得人民币10.8万。

### 灌云县四队镇中心小学校长关某甲
2016年9月至12月，许艳与关某甲发生关系后，以检举揭发其生活作风，怀孕、其母欲闹事为由，索得人民币45万元。

### 林某
2017年2月至9月，许艳与林某发生性关系后以购房交首付为由，诈得14万。

### 灌云县陡沟卫生院副院长兰某乙
2017年5月至6月，许艳与之发生性关系后，以把两人关系告诉其妻为由，诈得25万元。

### 灌云县陡沟镇卫生院药库工作人员徐某甲
2017年7月至8月，许艳与之发生性关系后，以去其儿子学校闹事为由，向徐某甲索要29.8万元。

## 许艳家人的回应
许艳父亲：“他们都是公职人员，他们不该欺负我女儿。他们给我女儿的钱，是自愿给的，怎么能说是敲诈呢？如果说我女儿敲诈，为什么他们当时不报警？他们有人就是警察。我女儿没有从他们口袋里掏钱、抢钱。作为公职人员，他们欺负我女儿、玩弄我女儿，犯错误的是他们，不能把屎盆子全部扣我女儿一个人头上。”
许艳舅舅:“那些公职人员，都是四五十岁的、在社会上有头有脸的人物，在年龄、阅历、社会地位等各个方面，都不平等，他们是否对我外甥女存在胁迫、威胁等手段，至今不得而知。这一点，希望能够在二审中得以查明。”

## 争议
- 对公职人员的巨额财产来源的质疑：灌南县是一个贫困县，工资不高。

独立时评人沈度：“那些所谓的受害人，他们动辄十万、几十万、上百万的现金是从哪里来的？为什么许某一问他们要，就乖乖地拿出来？这里面有没有非法收入？官方没有深究，媒体更没有披露。”
- 对女辅警许艳量刑过重

灌南县人民法院重判被告许艳十三年，而多名涉案官员只受到党纪处分，并未被法律追责。
旅美律师吴绍平：用党政纪律而非法律处分违法乱纪的官员是“自罚三杯“，其实就是新的一种‘刑不上大夫’，‘君子犯法不与庶民同罪’。中共一直以来对党内的只要不涉及政治的（违法乱纪人士）都是高高举起轻轻放下，撇开国法，用‘家法’对党员干部进行处罚，实际上就是搞另外一套。
- 法院拒绝家属委托律师[6]

- 言论管控[6]

## 乌龙事件
有新闻贴文误把河南洛阳汪姓女子的照片当成被告许艳，给这名汪姓女子带来了巨大压力。

## 类似案件
- 2013年重庆官场不雅照事件
  - 雷政富、赵红霞

## 备注
1. ↑  2014年7月前，路南派出所属连云港市公安局新浦分局。其后，因所在辖区路南街道调整所属行政区，改属连云港市公安局海州分局[4]。